# Lid-Monasch
Lid-Monasch was een fractie in de Nederlandse Tweede Kamer die vanaf 8 november 2016 actief was, na de afsplitsing van Jacques Monasch van de PvdA.
Op 28 november 2016 maakte Monasch de partijnaam Nieuwe Wegen bekend, waaronder hij meedeed aan de Tweede Kamerverkiezingen 2017. De partij behaalde geen zetel.